# Kauko Pekuri
Kauko Pekuri (* 16. Dezember 1912; † 5. Juni 1998) war ein finnischer Langstreckenläufer.
1938 gewann er bei den Leichtathletik-Europameisterschaften in Paris Bronze über 5000 m.

## Persönliche Bestzeiten
- 1500 m: 3:52,5 min, 11. August 1938, Tampere
- 5000 m: 14:16,2 min, 16. Juni 1939, Helsinki
- 10.000 m: 30:10,6 min, 6. August 1939, Kouvola
- 3000 m Hindernis: 9:07,4 min, 17. September 1939, Helsinki